# Frisby
Frisby – osada w Anglii, w hrabstwie Leicestershire, w dystrykcie Harborough. Leży 17 km na północny wschód od miasta Leicester i 148 km na północny zachód od Londynu.